# ミルムーア
ミルムーア(Millmoor)は、イングランド, サウス・ヨークシャー州ロザラムにあるスタジアム。オープン当初から07/08シーズン終了までロザラム・ユナイテッドのホームスタジアムとなっていた。

## 概要
現在(08/09シーズンから)は、会場がドン・ヴァレイ・スタジアムに移っているが、将来的には20,000人収容の新スタジアム建設を計画している。

## 入場者数

### 平均入場者数
- 2007-2008: 3,966 (フットボールリーグ2)
- 2006-2007: 4,763 (フットボールリーグ1)
- 2005-2006: 5,306 (フットボールリーグ1)
- 2004-2005: 6,272 (チャンピオンシップ)

### 最大入場者数
- 25,170 (旧ディビジョン2) ロザラム v シェフィールド・ユナイテッド, 1952.12.13
- 9,050 (チャンピオンシップ) ロザラム v ウィガン, 2005.1.15 (全面座席改修後)